# بیسبی (آریزونا)
بیسبی (به انگلیسی: Bisbee) شهری در شهرستان کوچیز ایالت آریزونا است که در سرشماری سال ۲۰۱۰ میلادی، ۵٬۵۷۵ نفر جمعیت داشته است. بیسبی، به‌طور رسمی در تاریخ ۱۹۰۲ میلادی به‌عنوان یک شهر شناخته شد.

## نگارخانه

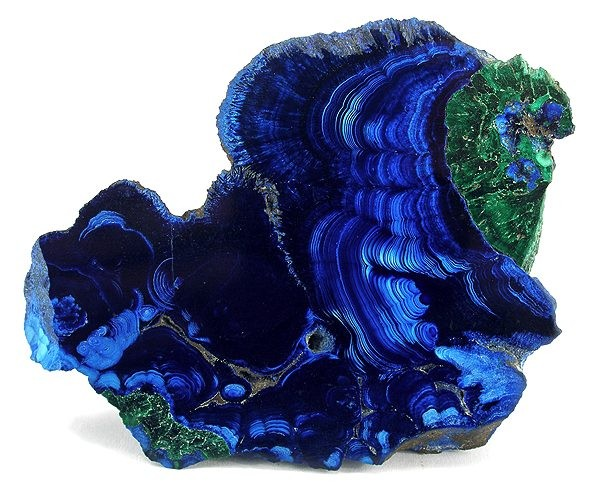
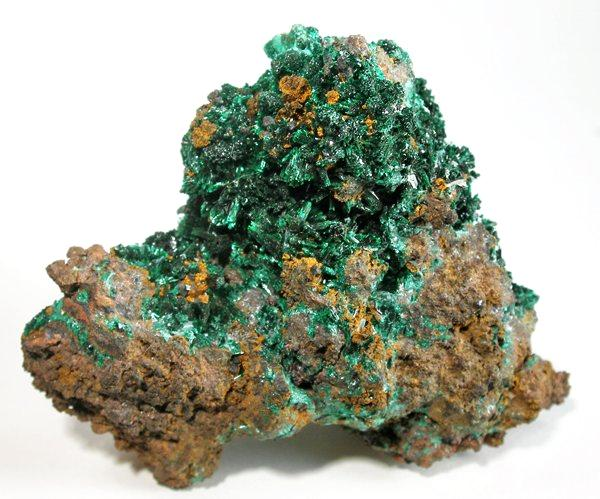
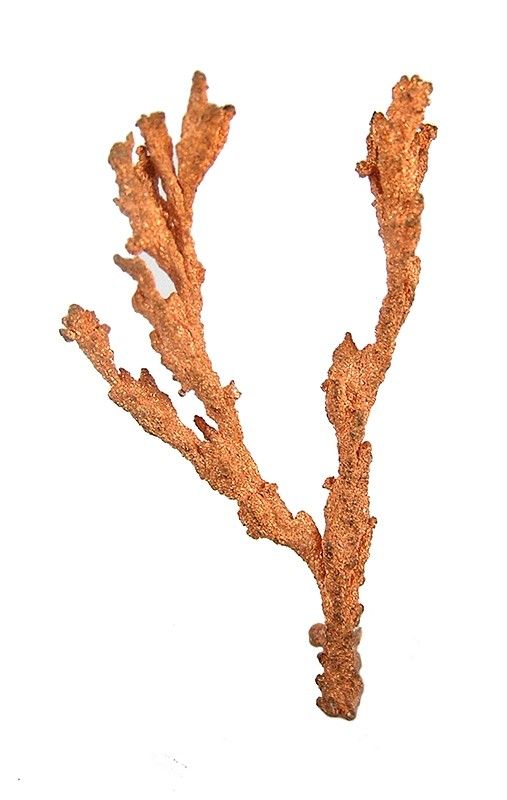
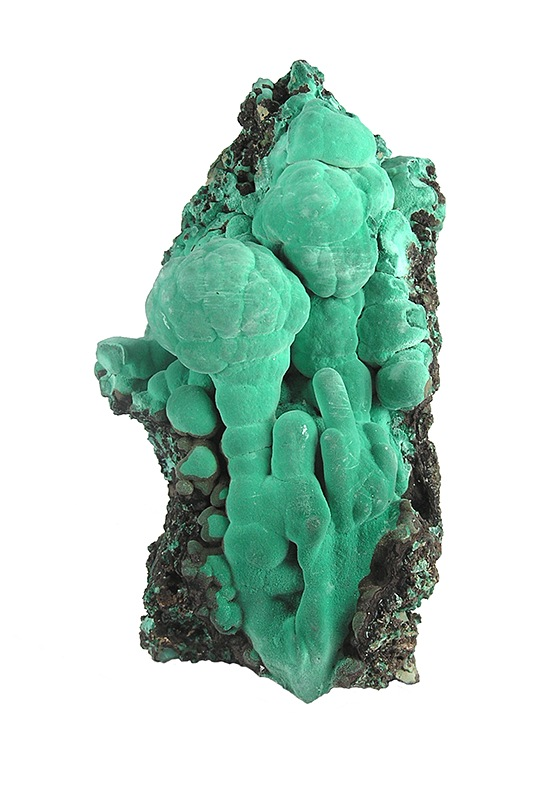
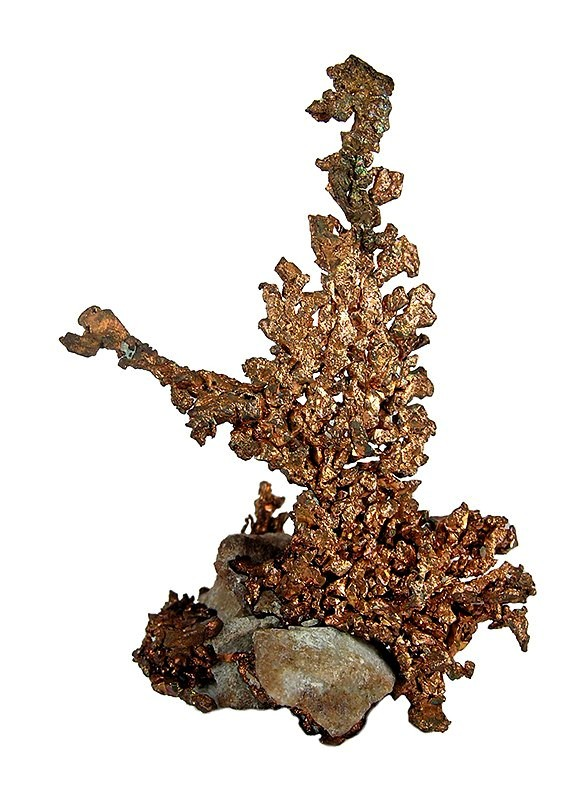
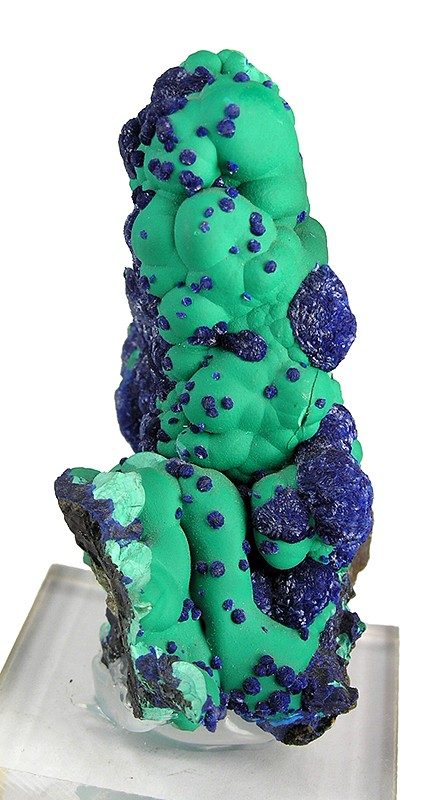